# Rosa palustris
Espèce
Classification phylogénétique
Rosa palustris, le Rosier des marais, ou rosier palustre, est une espèce de plantes à fleurs de la famille des Rosaceae. C'est un rosier de la section des Carolinæ, originaire de l'est de l'Amérique de Nord, du Canada (Québec, Ontario) jusqu'au sud des États-Unis (Floride).
Synonyme : Rosa hudsoniana Thory et Rosa pensylvania Michx.

## Description[1]
C'est un arbrisseau drageonnant, haut de 1 à 1,8 mètre, au port dressé, qui pousse dans les marais et au bord des lacs. Il présente un feuillage vert vif à vert foncé, formé de feuilles imparipennées à 5 à 9 folioles.
Les fleurs simples, rose foncé brillant, de 4,5 à 5 cm de diamètre, sont solitaires ou groupées en corymbes. La floraison longue et tardive est suivie de fruits rouges.

## Hybrides
- Rosa × mariæ-græbneræ hybride spontané de Rosa virginiana et de Rosa palustris aux fleurs rose vif durant tout l'été qui se rencontre près de ses parents en Amérique du Nord.